# 司馬穰苴
司馬穰苴（しば じょうしょ、拼音: Sīmǎ Rangjū、生没年不詳）は、中国春秋時代の斉の将軍。姓は嬀、氏は田、諱は穰苴。斉の景公に仕えて大司馬となったので氏を司馬と称した（この記事中では司馬穰苴で統一する）。宰相晏嬰の推薦により登用され、斉の繁栄に功績を挙げた。兵法書『司馬法』の著者。田完の後裔である。

## 略歴

### 「将、軍に在っては、君令も受けざる所有り」
当時の斉は長い内乱の果てに景公が即位し、名臣の名高い晏嬰がその補佐を勤めていた。また陳からの亡命貴族である田氏の勢力が急激に膨張しており、それにたいする旧来の貴族からの嫉視・警戒が強まっていた。そのようななか、斉は晋と燕により攻められ、領土を奪われ、景公はこれを何とかしたいと思っていた。これに対して晏嬰が推薦したのが司馬穰苴である。
晏嬰は「穰苴は田氏の妾腹の出ですが、その文徳は兵士を引き付け、その武徳は敵を威圧します。君よ、司馬穰苴を試してみてください。」といい、景公は、司馬穰苴と兵法について語り、いよいよ司馬穰苴が頼りになりそうであるとわかり、将軍に任じようとした。しかし司馬穰苴は「私は、もともと低い地位にあり、将軍に任じてくださっても下は私を侮りましょう。そこで、君の寵臣でその上輿望ある者を顧問としてお貸し下さい」と言い、景公はそれを許し、荘賈をその任にあたらせた。
司馬穰苴と荘賈は、「明日、正午に軍門にて」と約束してわかれた。しかし荘賈は「高貴で軍を統率するのもわしだ」と思い込み、親戚や高官と送別の宴を設け、翌日の正午に姿を現さなかった。司馬穰苴は、荘賈が来ない間に、軍を整え、軍規を全軍に示した。日も暮れてやっと荘賈が来た。司馬穰苴は、どうして遅れたのか理由を聞いた。すると、荘賈は「親戚や高官が送別の宴を催してくれたため遅くなった」と言った。
これを聞いた司馬穰苴は「将軍は、一旦出撃を命じられれば家族のことを忘れ、軍中にあっては親戚を忘れ、戦場にあっては自らの安全を忘れる、と言われている。今、敵軍は深々とわが国に侵入し、国内は騒然とし、兵は身を風雨に曝して戦い、君さえも心配のあまり食事も喉を通らず、夜も眠れないほどであるのに、送別の宴ごときで出陣に遅れるとは何事か!!」と激怒し、軍法に沿って荘賈を処刑しようとした。恐れた荘賈は景公に使者を出して許してもらおうとしたが、その使者が帰ってくる前に司馬穰苴は荘賈を処刑した。このことで兵士は引き締まり、軍規は厳粛に為った。
その後、景公からの使者が帰ってきて荘賈を許すようにと言ったが、「将、軍に在っては、君令も受けざる所有り」（将軍が軍中にいる時はたとえ主君の命令であろうとも受けない事がある）と言う有名な言葉を残し、使者を追い払った。
司馬穰苴は、軍中にあって、常に兵士と行動し、食事も同じものを食べ、弱い者にも優しく接した。その結果、司馬穰苴は全軍に信頼され、病人までも出陣したいと願い出た。この一連のことを聞いた晋・燕の軍は撤退しはじめ、司馬穰苴はこれを追撃し、失地をすべて回復した。凱旋した司馬穰苴は、景公により大司馬に任命された。

### その後
その後、田氏の勢力はますます拡大したので、他族からの嫉視も更に激しくなり、司馬穰苴は旧来貴族である鮑氏（鮑叔の家系）、高氏・国子（晏嬰の登場以前に国政を握っていた貴族）らに讒言を受ける。そしてそれを信じた景公に疎んじられ、解任され、その後病気になって死去した。
その後も田氏の勢力拡大は止まず、遂に斉の姜氏（太公望の家系）から斉の国を奪った。そして威王の時に王号を唱えるに至るが、この威王は司馬穰苴の兵法を尊敬してこれを真似たために諸侯が斉に入朝するようになったという。威王は学者に命じて司馬穰苴の兵法を研究させ、『司馬穰苴兵法』と言う書物に纏めさせた。これが後の『司馬法』であると言われる。

## 評価
司馬遷の『史記』では、「いにしえの王者のときより、司馬の兵法はあった。穰苴は、それをおしひろげ明白にしたひとである。ゆえに列伝第四を作る」と列伝の4巻に「司馬穰苴列伝」として取り上げられている。
司馬遷は列伝に「貴賤を問わず、正義を保持し、ひとに屈せず、機を失わずして世にあらわれた人々」を取り上げており、列伝70巻のうち最初から4番目に単独の列伝として取り上げていることから、司馬遷の評価は高かったと思われる。